# Visualize
Visualize — видео британской рок-группы Def Leppard. Сборник клипов, интервью и концертных съемок. На DVD он в комплекте с Video Archive. Сборник получил премию «Лучшее концертное видео» журнала Metal Edge.

## Список композиций
1. Введение
2. Rocket (видео)
3. Switch 625 (Посвящение Стиву Кларку)
4. Сольные проекты/Создание видео
5. Let's Get Rocked (видео)
6. Вивиан Кэмпбелл присоединяется к Def Leppard
7. Make Love Like a Man (видео)
8. I Wanna Touch U (видео)
9. Have You Ever Needed Someone So Bad (видео)
10. Интервью
11. Tonight (видео)
12. Heaven Is (видео)
13. Жизнь поклонников/Закулисная жизнь
14. Stand Up (Kick Love Into Motion) (видео)
15. Возвращение в Шеффилд
16. Two Steps Behind (live in Sheffield)
17. Love Bites (live in Sheffield)
18. Photograph (live in Sheffield)
19. Будущее Def Leppard